# Лай Сюецзя
Лай Сюецзя (кит.: 来学嘉, англ. Xuejia Lai) — китайський криптограф, професор Шанхайського університету Цзяотун.

## Наукова діяльність

### Розробка блокового шифру IDEA

#### Історія
Перша версія алгоритму була розроблена спільно з Джеймсом Мессі в 1990 році на заміну DES (англ. Data Encryption Standard — стандарт шифрування даних) і названа PES (англ. Proposed Encryption Standard — запропонований стандарт шифрування). Після публікації робіт Біхама і Шаміра з диференціального криптоаналізу PES, алгоритм був поліпшений з точки зору криптостійкості і названий IPES (англ. Improved Proposed Encryption Standard — запропонований поліпшений стандарт шифрування). У 1991 році IPES був перейменований в IDEA (англ. International Data Encryption Algorythm — міжнародний алгоритм шифрування даних).

#### Теорія марківських шифрів. Оцінка криптостійкості
Для з'ясування криптостійкості алгоритму IDEA Лай Сюецзя і Джеймс Мессі провели аналіз з кількісною оцінкою криптостійкості. Для цього було введено поняття марківського шифру. Ні лінійних, ні алгебраїчних слабкостей в алгоритмі виявлено не було.

#### Апаратна реалізація
Вперше алгоритм IDEA був реалізований на інтегральній схемі в 1992 році з використанням технологічного процесу 1,5 мкм і технології КМОП. Швидкість шифрування становила 44 Мб/сек.

#### Перевірка на криптостійкість
Одна з перших спроб розкриття алгоритму, проведена Біхамом (Biham) за допомогою криптоаналізу з пов'язаними ключами, не привела до успіху. Повний алгоритм IDEA має 8.5 раундів. Якщо розкриття вдається при меншій кількості операцій, ніж при повному переборі ключів, то атака вважається успішною. Перша така атака була проведена методом розкриття Віллі Майєра (Willi Meier) для IDEA з 2 раундами. Друге успішне розкриття було проведено методом «зустріч посередині» для IDEA з 4.5 раундами. Для цього було потрібно знання всіх 264 блоків із словника кодів і складність аналізу становить 2112 операцій. Найкраща атака була застосована в 2007 році і може зламати алгоритм з 6-ма раундами.

### Криптоаналіз ряду криптографічних геш-функцій.
- М. Абдалла (M. Abdalla), М. Беллар (M. Bellare) і П. Рогевей (P. Rogaway) запропонували різновид гіпотези Діффі-Гелмана (Diffie-Hellman assumption). Вони рекомендували використовувати односторонню геш-функцію, однак Лай, спільно з Лу Сяньхуеєм (Xianhui Lu), зазначив, що якщо геш-функція одностороння, то можлива реалізація успішної атаки[6].
- Лай Сюецзя разом з Ван Сяоюнем (Xiaoyun Wang) представили нову атаку на MD4, яка може бути успішною з імовірністю від 2−6 до 2−2 і складність знаходження такої колізії не перевищує 28 геш-операцій MD4. Також вони встановили, що такі атаки безпосередньо застосовні до RIPEMD[en], які мають дві паралельні копії MD4 і складність такої атаки становить близько 218 RIPEMD[en] геш-операцій[7].
- Наступником алгоритму MD4 став алгоритм MD5, який розробив професор Рональд Рівест із Массачусетського технологічного інституту в 1991 році для заміни менш надійного попередника. Проте, вже 1 березня 2004 року почався безпосередній злом MD5. Це був проект MD5CRK, що запустила компанія англ. CertainKey Cryptosystems з метою пошуку двох повідомлень з ідентичними геш-кодами. Проект завершився 24 серпня 2004 року. Чотири незалежних дослідника — Ван Сяоюн, Фен Денгуо, Лай Сюецзя і Юй Хунбо виявили уразливість алгоритму, що дозволяє знайти колізії аналітичним методом за короткий час. За допомогою цього методу можна всього лише за годину виявити колізії на кластері IBM p690[8].

### Аналіз гібридних схем шифрування
Спільно з Лу Сяньхуеєм (Xianhui Lu), Лай запропонував поняття безпеки, назване слабкою стійкістю до зашифрованого тексту (indistinguishability under weak adaptive chosen ciphertext security IND-WCCA), для гібридних схем шифрування. Незважаючи на те, що стійкість до зашифрованого тексту (indistinguishability under adaptive chosen ciphertext security IND-CCA) більш стійка до атак, вони показали, що можна побудувати гібридну схему шифрування, використовуючи механізм інкапсуляції ключа (Key Encapsulation Mechanism KEM) шляхом зашифрованого тексту IND-CCA, а механізм інкапсуляції даних (Data Encapsulation Mechanism DEM) шляхом відкритого тексту INP-CPA. Ця гібридна схема дуже гнучка, більшість потокових і блокових шифрів може бути використано як механізм інкапсуляції даних DEM.

## Сфера освіти
• У 1982 р. отримав ступінь бакалавра в області електротехніки.
• У 1984 році ступінь магістра з математики в університеті Сидянь (Xidian University], тоді відомому як Північно-Західний Інститут телекомунікаційних технологій.
• У 1982 р. він познайомився з Джеймсом Мессі, який перебував з візитом в університеті, щоб прочитати лекції з криптографії. Лай був перекладачем на цих лекціях. Пізніше він став одним з докторантів Мессі у Швейцарській вищій технічній школі Цюріха (англ. Swiss Federal Institute of Technology Zurich), де він отримав докторський ступінь у 1992 році,.

## Досвід роботи
Робота науковця була зосереджена в криптографії і в інфраструтурі відкритих ключів (англ. Public key infrastructure) протягом останніх 20 років, особливо в сфері розробки й аналізі практичних криптосистем (у тому числі блочних шифрів та потокових шифрів), диференціального криптоаналізу блочних шифрів.
У 1994 році він приєднався до провідної швейцарської компанії із захисту інформації R3 Security Engineering, яка в 1997 році була придбана Entrust Technologies Inc.
З 2001 року він -  старший консультант і технічний директор швейцарської компанії SWIS Group.
Брав участь у розробці алгоритмів для єврочипів у кредитних картах, що використовуються європейськими банками.
Був редактором трьох ISO IT-стандартів безпеки.
Брав участь в оцінці, аналізі та поліпшення кількох шифрів для ряду міжнародних компаній і організацій, а також брав участь в європейських проектах: KRISIS, ICE-CAR і PKI Challenge.
Є почесним професором Вищої школи університету науки і техніки Китаю, радником Південно-Західного університету Цзяотун і директором китайського товариства криптографії.
Є викладачем Шанхайського університету Цзяотун з крипто-інжинірингу (англ. Crypto Engineering), дискретної математики і стандартного захисту інформаційних технологій (англ. IT-security Standart)